# Aphur Yongden
Tulkou
Tekongtok
Aphur Yongden aussi appelé Albert Arthur Yongden et Lama Yongden ou de son nom dharmique tibétain : སྙིངརྗེ་རྒྱ་མཚོ, Wylie : snying-rje rgya mtsho, THL : Nyingje Gyatso (25 décembre 1899 au Sikkim – 7 novembre 1955 à Digne-les-Bains) était un lama du Sikkim, de parents tibétains. Il a été reconnu comme étant un tulkou.

## Biographie

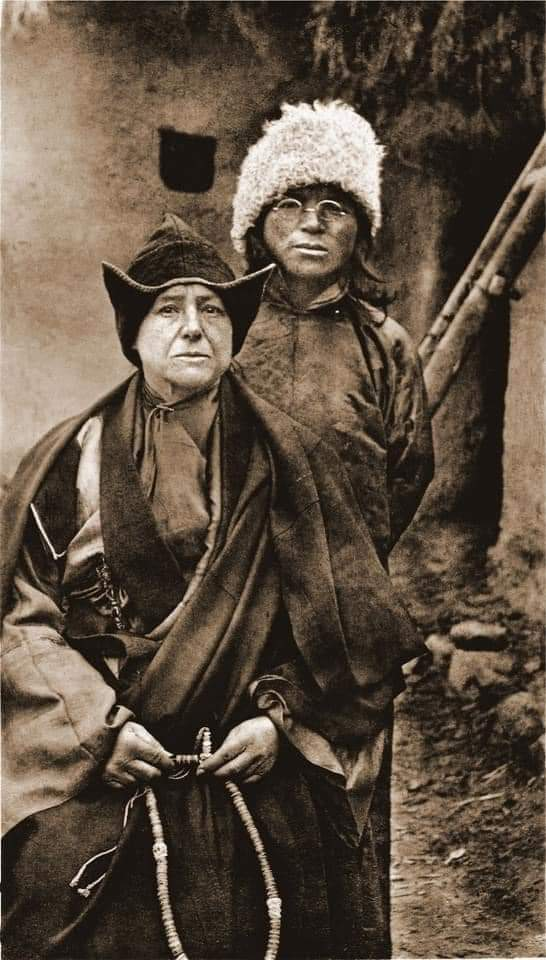
Alexandra David-Néel et le Lama Aphur Yongden au Tibet

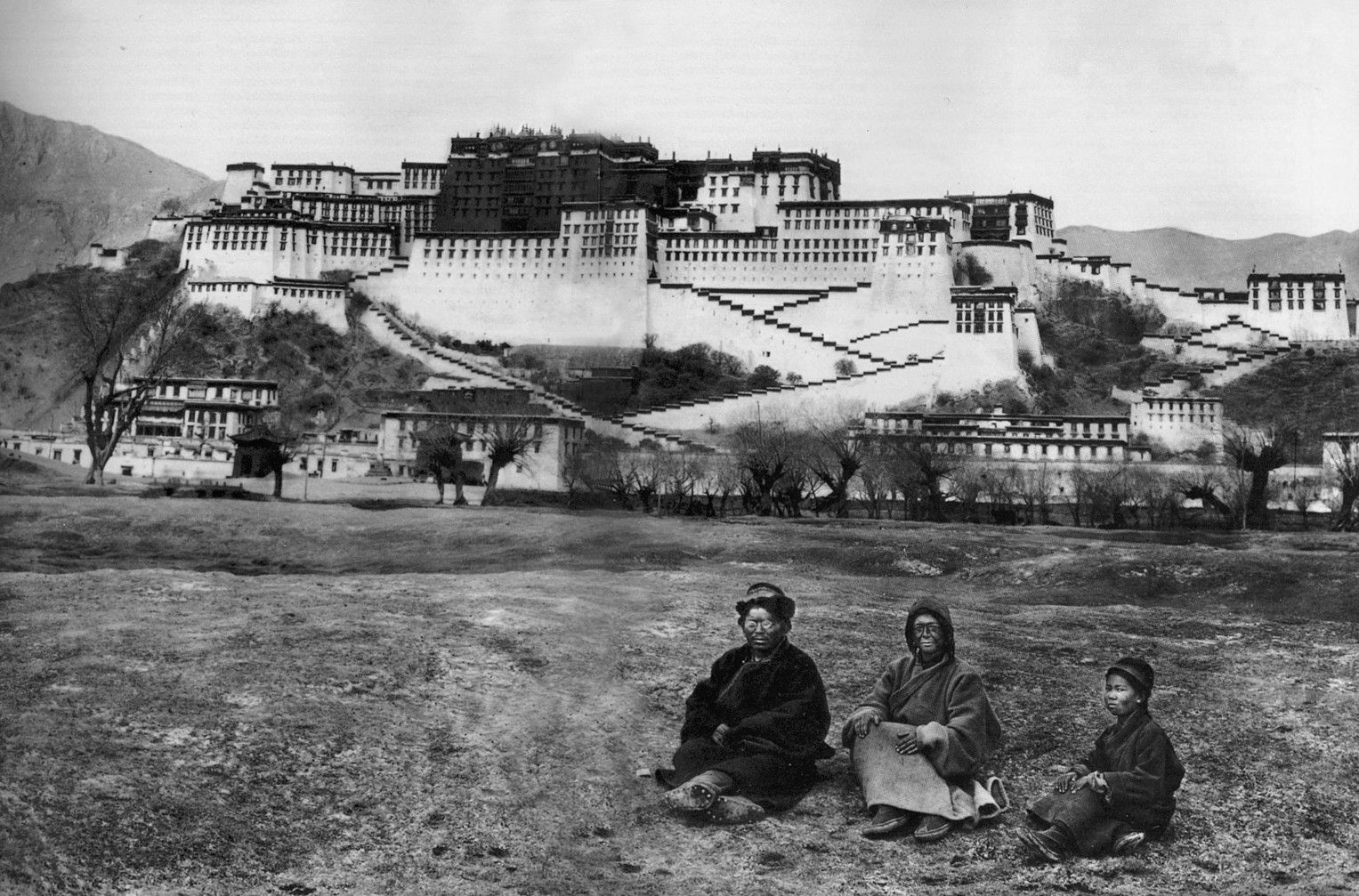
Yongden (à gauche) et Alexandra David-Néel (au centre) devant le Potala en 1924.

Il accompagna Alexandra David-Néel à partir de 1914, et elle en fera en 1929 son fils adoptif.
Ils se retirent dans la caverne d'un ermitage à 3 900 mètres d'altitude, au Nord du Sikkim, auprès du Lachen Gomchen Rinpoché à proximité de Lachen. La ville est proche de la frontière indo-tibétaine, et tous deux la franchiront à deux reprises, se rendant à Chigatsé où ils sont reçus entre le 17 et 26 juillet 1916 par le 9e panchen-lama au monastère de Tashilhunpo dont Alexandra fit une description. En 1916, Yongden et Alexandra sont expulsés du Sikkim par les Britanniques pour s'être rendus au Tibet sans en avoir demandé l'autorisation.
Ils  séjournent (Alexandra et lui) deux mois à Lhassa, la capitale du Tibet, durant lesquels ils visitent la ville sainte et les grands monastères bouddhistes environnants : Drepung, Séra, Ganden, Samye... Mais Alexandra David-Néel, déguisée en  mendiante, est finalement démasquée (pour cause de propreté trop grande : elle allait se laver chaque matin à la rivière), et dénoncée au Tsarong Shapé (gouverneur de Lhassa) qui décide de les laisser tranquilles et poursuivre leur quête. Yongden fut la clef qui permit à Alexandra de réaliser tout ce qu'elle fit, il fut aussi un petit bout de Tibet qui permit à la vieille dame de ne pas se sentir trop seule en Occident. Il fut certainement la personne la plus importante pour elle.
En 1925, il arrive en France avec Alexandra David-Néel qui s'installe à Toulon avant de rejoindre en 1928 Digne-les-Bains où elle fait l'acquisition d'une maison. Aphur Yongden devient légalement son fils adoptif et l'accompagne dans ses tournées de conférences en France et en Europe. Entre 1937 et 1946, ils repartent en Asie. Il accompagne Alexandra David-Néel quand elle quitte définitivement l'Asie par avion au départ de Calcutta en juin 1946. Le 1er juillet, ils arrivèrent à Paris, où ils restèrent jusqu'en octobre quand ils rejoignirent Digne-les-Bains la maison d'Alexandra David-Néel appelée Samten Dzong, où Yongden meurt le 7 novembre 1955  d'une crise d'urémie foudroyante.
Ses cendres ont été transportées à Vârânasî en 1973 par Marie-Madeleine Peyronnet pour être dispersées avec celles d'Alexandra David-Néel dans le Gange.
Aphur Yongden est l'auteur de plusieurs ouvrages.
Un prix littéraire portant le nom de l'illustre exploratrice du Tibet et de son fils adoptif, le prix Alexandra-David-Néel/Lama-Yongden, a été créé.

## Œuvres
- Dieux et démons des solitudes tibétaines, Alexandra David-Néel, Lama A Yongden
- La connaissance transcendante d'après le texte et les commentaires tibétains, 1958, Alexandra David-Néel,  Lama Yongden, Adyar;  (ISBN 2850000167)
- La vie surhumaine de Guésar de Ling, le héros thibétain, racontée par les bardes de son pays de Gesar, 1931, Alexandra David-Néel et Lama Yongden, préface de Sylvain Levi, Editions du Rocher,   (ISBN 2268000303)

### Romans
- 1935 : Le Lama aux cinq sagesses Alexandra David-Néel, Lama Yongden, Plon, ASIN B0000DPLK9
- 1954 : La Puissance du néant, roman du lama Yongden, traduit et annoté par  Alexandra David-Néel (Plon)